# Analysis Paralysis
Analysis Paralysis, editado en 2013, es el primer EP del grupo español de música electrónica The Lab, formado por los madrileños José Corredera y Miguel Lázaro, y su 4º trabajo discográfico después de la edición de Future Nature. Es su primer trabajo no relacionado con la obra del diseñador gráfico Bernardo Rivavelarde con el que trabajaron anteriormente en todas sus obras audiovisuales, aunque la portada del EP es obra del artista.
Este disco contiene referencias autobiográficas en temas como "Induction Fields" o "Centipede's Dilemma".
El EP cuenta con la colaboración vocal de Frances Ribes en el tema "K"

## Producción
Analysis Paralysis se grabó, mezcló y masterizó en los estudios de The Lab en Madrid.
El EP dura exactamente 22 minutos, fue editado el 22 de mayo de 2013.

## Lista de canciones
- Edición estándar:

| N.º | Título                | Escritor(es)                   | Duración |  |
| 1.  | «Induction Fields»    | José Corredera & Miguel Lázaro | 8:09     |  |
| 2.  | «Tau»                 | José Corredera & Miguel Lázaro | 3:47     |  |
| 3.  | «Centipede's Dilemma» | José Corredera & Miguel Lázaro | 5:59     |  |
| 4.  | «K»                   | José Corredera & Miguel Lázaro | 4:03     |  |